# سيلسيلا (فلم هندي 1981)
سيلسيلا (بالهندية: सिलसिला) (بالإنجليزية: Silsila) بالعربية معناه استمرار هو فيلم درامي رومانسي موسيقي هندي عام 1981 شارك في كتابته وإخراجه وإنتاجه ياش تشوبرا. تدور القصة حول مثلث الحب بين الكاتب المسرحي الرومانسي أميت أميتاب باتشان، وزوجته شوبها جايا باتشان، وحبيبته السابقة تشاندني ريخا. تم تأليف الموسيقى التصويرية بواسطة شيف هاري، مع كلمات جاويد أختر، حسن كمال، ميرا ديف بورمان، ندا فاضلي، راجيندرا كريشان، وهاريفانش راي باتشان.
حظيت فيلم سيلسيلا باهتمام كبير من وسائل الإعلام أثناء إنتاجها بسبب طاقم الممثلين المتميزين فيها. تم التصوير الرئيسي في أمستردام ومومباي مومباي حاليًا ودلهي وكشمير من نوفمبر 1980 إلى مايو 1981. ومع ذلك، فشل الفيلم في شباك التذاكر بعد إصداره في 14 أغسطس 1981، حيث حقق 30 مليون روبية هندية (تعادل 280 مليون أو 4٫6 مليون دولار أمريكي في 2025) فقط. في حفل توزيع جوائز فيلم فير التاسع والعشرين، تلقى الفيلم ترشيحات لأفضل ممثل أميتاب باتشان، وأفضل ممثلة جايا باتشان، وأفضل مخرج موسيقى شيف هاري. من الناحية النقدية، تلقى الفيلم تعليقات سلبية بسبب القصة وأداء الممثلين.

## حبكة
بعد أن أصبحا يتيمين في سن مبكرة، يتمتع الأخوان شيخار وأميت مالهوترا بعلاقة وثيقة ولكنهما يعيشان بشكل مستقل. شيخار، الأخ الأكبر، هو قائد سرب في القوات الجوية الهندية، في حين أن أميت هو كاتب مسرحي رومانسي مقيم في دلهي. يقدم شيخار أميت إلى خطيبته شوبها، ويشكل الثلاثة صداقة حميمة. في المقابل، يلتقي أميت بتشاندني وتتطور علاقتهما إلى حب مع آمال الزواج. قبل أن يتمكن أميت من تقديم تشاندني إلى شيخار، يموت شيخار في الحرب الهندية الباكستانية عام 1971. تبين لاحقًا أن شوبها حامل بطفل شيخار. بعد أن أصيب أميت بالصدمة بسبب فقدان شيخار، يتزوج شوبها لحمايتها من السخرية المجتمعية والوصمة الناجمة عن كونها أمًا غير متزوجة، ولتكريم ذكرى شيخار. يرسل رسالة إلى تشاندني ينهي علاقتهما، ويعترف بحبه لها لكنه يحثها على المضي قدمًا، تاركًا تشاندني حزينة.
تضرب المأساة مرة أخرى عندما يتعرض أميت وشوبها لإصابة في حادث سيارة وتعاني شوبها من الإجهاض. يتم علاجها من قبل الدكتور  في كيه أناند، الذي تبين أنه متزوج من شاندني. دون طفل يربطهما معًا، يستقر أميت وشوبها في زواجهما الخالي من العاطفة. يصادق أميت الدكتور أناند في محاولة لإحياء علاقته الرومانسية مع تشاندني، التي تستسلم في النهاية. لقد التقيا سراً، على الرغم من أن ذلك لم يكن دون إثارة شكوك شوبها، التي على الرغم من تاريخها مع شيخار، أصبحت تبجل أميت. في طريق العودة إلى المنزل من موعد غرامي، قام أميت وتشاندني بإصابة أحد المارة بسيارتهما. تتعرض علاقتهما للخطر عندما يكون الشرطي الذي يحقق في الحادث هو ابن عم شوبها، الذي يحمي شوبها وينوي فضح أميت.
يقرر أميت ترك زواجه الخالي من الحب ليكون مع تشاندني. تُحطم الأخبار شوبها، التي وقعت في حب أميت حقًا لكنها تعتقد أن حبها سيجعله يعود. كما يدرك الدكتور أناند خيانة تشاندني ويشعر بالدمار. عندما يغادر الدكتور أناند في رحلة عمل، يغادر أميت وتشاندني المدينة سراً لبدء حياة جديدة. ثم تتحطم طائرة أناند، مما يدفع أميت وتشاندني وشوبها إلى الاندفاع إلى موقع الحطام. هناك، يواجه أميت شوبها، التي تكشف له أنها حامل بطفله. يتعهد بالعودة إليها، ثم يهرع لإنقاذ أناند من الحطام. تدرك تشاندني حبها لزوجها وتعود إليه. وينتهي الفيلم بعيش أميت وشوبها بسعادة في زواجهما.

## الممثلون
- شاشي كابور في دور السرب. لدر. شيخار مالهوترا
- أميتاب باتشان في دور أميت مالهوترا
- جايا باتشان في دور شوبها مالهوترا
- ريخا في دور شاندني
- سانجيف كومار في دور الدكتور في كيه أناند
- سودها شوبرا بدور والدة شوبها
- سوشما سيث في دور محسن أميت
- كولبوشان خارباندا بدور ضابط الشرطة كولبوشان، ابن عم شوبها (ظهور ضيف)
- ديفين فيرما في دور فيديارثي (ظهور ضيف)

## موسيقى
تم تأليف الموسيقى التصويرية للفيلم، والتي أصدرتها شركة ساريجاما في 18 مايو 1981، بواسطة شيف هاري.  كلمات الأغاني كانت بقلم جاويد أختر، حسن كمال، ميرا ديف بورمان، ندا فاضلي، راجندرا كريشان، وهاريفانش راي باتشان.  كانت أغنية "Yeh Kahan Aa Gaye Hum" واحدة من الأغاني التي غنتها لاتا مانغيشكار في حفلها الموسيقي "Lata Live".  اتجه أختر، الذي تعاون سابقًا مع سليم خان في كتابة السيناريو، إلى التأليف الغنائي وكانت أغنية "ديكها إيك خواب" أول أغنية يكتبها. تم اختيار أختر بعد أن سمع تشوبرا شعره وانبهر به.  أصبحت أغنية " Rang Barse Bhige Chunar Wali " واحدة من أكثر الأغاني تشغيلًا في احتفال هولي. 
| #   | عنوان                                  | المدة |
| --- | -------------------------------------- | ----- |
| 1.  | "Silsila Theme" (Part 1, Instrumental) | 2:12  |
| 2.  | "Silsila Theme" (Part 2, Instrumental) | 3:40  |
| 3.  | "Silsila Theme" (Part 3, Instrumental) | 3:31  |
| 4.  | "Neela Aasman So Gaya" (Male)          | 4:34  |
| 5.  | "Dekha Ek Khwab" (with Dialogue)       | 5:55  |
| 6.  | "Yeh Kahan Aa Gaye Hum" (with Dialog)  | 7:39  |
| 7.  | "Ladki Hain Ya Shola"                  | 3:58  |
| 8.  | "Neela Aasman So Gaya" (Female)        | 5:28  |
| 9.  | "Dekha Ek Khwab" (Part 1)              | 1:26  |
| 10. | "Yeh Kahan Aa Gaye Hum"                | 7:54  |

## الإصدار والاستقبال
تم إصدار فيلم سيلسيلا في 14 أغسطس 1981 وفشل في شباك التذاكر، ويعتقد تشوبرا أن السبب في ذلك هو أن انتباه الجمهور كان منشغلاً في الغالب بالجدال الناجم عن اختيار الممثلين، وليس الحبكة. بعد حوالي أسبوع، أقيم عرض للفيلم في مترو مومباي وتم جمع 1.5 مليون روبية هندية (25٬000 دولار أمريكي)، وتم التبرع 1 مليون روبية هندية (17٬000 دولار أمريكي) لمؤسسة نرجس دوت.  انتقد سونيل سيثي من صحيفة إنديا توداي قصة الفيلم المبتذلة ووصف طاقم العمل بأنه غير مثير للاهتمام. وفي مراجعته، خلص سيثي إلى:
"لكن فيلم سيلسيلا نفسها عبارة عن خيط بوليستر خالص. وهي أقل واقعية بكثير من القصص القذرة والمشوهة والمدمرة التي تظهر في صحافة القيل والقال والتي يزعم النجوم أنها محزنة للغاية. على الأقل تبدو أفضل قراءة وأفضل مظهرًا وقد تتضمن نصف الحقائق هنا وهناك. سيلسيلا تبدو جيدة أيضًا، لكنها تحريف لنصف الأكاذيب، وهو أسوأ." 
كتب دواير أن شخصية أميتاب باتشان الشهيرة آنذاك على الشاشة كـ "شاب غاضب"، والتي حصل عليها من فيلم ديوار (1975)، كانت غير متوافقة مع دوره في فيلم سيلسيلا كعاشق.  حصل الفيلم على ثلاثة ترشيحات في حفل توزيع جوائز فيلم فير التاسع والعشرين: أفضل ممثل (أميتاب باتشان)، وأفضل ممثلة (جايا باتشان)، وأفضل مخرج موسيقى (شيف هاري).  كان هذا بمثابة بداية النكسة في مسيرة تشوبرا المهنية؛ وعلى الرغم من ذلك، فقد وصف سيلسيلا بأنها أحد أفلامه المفضلة في مقابلة أجريت معه عام 2011. 

## روابط خارجية
- مقالات تستعمل روابط فنية بلا صلة مع ويكي بيانات